# Кормак Мак Картайг
Кормак Мак Картайг (МакКарти) (? — 1138) — гэльский ирландский правитель, король Десмонда (1123—1127, 1127—1138). Сын Муйредаха Мак-Карти (? — 1092), член клана МакКарти, боковой линии династии Эоганахтов. Последний король объединенного королевства Манстер до того, как королевство было разделено на Королевство Десмонд и Королевство Томонд после заключения Гланмайрского договора.

## Происхождение
Начиная с X века королевская власть в Манстере принадлежала клану Дал Кайс, оттеснившему от трона Кашелских Эоганахтов. В 1983 году Генри Алан Джеффрис сообщал, что начиная с короля Манстера Кеаллахана (? — 954) Эоганахты пришли в полный упадок. Они потеряли королевский титул Манстера, который в 978 году занял Брайан Бору, но к 1070-м годам потомки Брайана вырвали у них родовой центр — замок Кашел. Обездоленные остатки Эоганахтов из Кашеля мигрировали на запад, и к правлению Муиредаха, сына Картаха, они, возможно, укрепились в районе Эмли-Духаллоу. После смерти Муиредаха в 1092 году последовало убийство его брата и преемника от рук Кеаллахана О’Каллагана. Принимая во внимание это убийство и то, что он был назван «О’Каллаганом Кашелским» в то время, когда этот район был давно потерян для династии Эоганахтов. Джеффрис предполагал, что Кеаллахан О’Каллаган узурпировал власть Кашелских Эоганахтов и сохранил ее до своей смерти, и утверждал, что его смерть в 1115 году была акцией МакКарти, которая открыла путь для прихода к власти Тадга, сына Муиредаха МакКарти.
С начала XII века во главе клана Мак-Картайг (МакКарти) находились братья Тадг Мак-Картайг (король Десмонда 1118—1123) и Кормак Мак-Картайг, сыновья Муиредаха Мак-Картайга (? — 1092).

## Гланмайрский договор
Муйрхертах Уа Бриайн (ок. 1050—1119) был одновременно королем Манстера (1086—1114, 1115—1116, 1118—1119) и верховным королем Ирландии (1101—1119). Он принадлежал к династии Дал Кайс и был праправнуком Брайана Бору (ок. 937—1014).
В 1114 году Муйрхертах Уа Бриайн тяжело заболел, и в результате его правление пошатнулось. Разногласия между ним и его братом Диармайдом, герцогом Корка, усугублялись враждебностью со стороны других крупных ирландских королевств, таких как Коннахт, Айлех и Лейнстер. Это дало возможность вассалам Муйрхертаха Уа Бриана, таким как братья МакКарти, заявить о своей независимости.
Тадг МакКарти был эффективным правителем юго-западного Манстера в 1118 году, когда сыновья Диармайда Уа Бриана бежали от нового короля, Брайана Уа Бриана. В попытке подчинить Мак-Картейна, Брайан Уа Брайен вступил в бой с ним и его армией в Гланмайре, но был побежден. Сам он был убит Терлоу Мак Диармайтом.
Известие о поражении вынудило Муйрхертаха отказаться от своей, он вернул себе королевский титул Манстера и повел большую армию на юг в сопровождении своих союзников, королей Коннахта, Миде и Брейфне. Однако самый могущественный из королей, Тойрделбах Уа Конхобайр (1088—1156), король Коннахта (1106—1156), счел целесообразным для своих целей держать Манстер разделенным, поэтому он заключил «прочный договор» с Тадгом, формально признав его первым королем Десмонда, в то время как сыновья Диармайда Уа Бриана были отданы Томонд.
Когда Манстер был разделен на два отдельных королевства, Тойрделбах Уа Конхобайр стал единственным претендентом на пост верховного короля Ирландии, и эту позицию он занимал с оппозицией вплоть до своей смерти в 1156 году. Когда Тадг взбунтовался, Тойрделбах вторгся в Десмонд и разорил его трижды, в 1121, 1122 и 1123 годах. В конце того же года Тадг тяжело заболел, перед смертью он отказался от королевской власти, и Кормак занял его место.

## Кормак, король Десмонда
В начале 1124 года Тойрделбах Уа Конхобайр привел флот Коннахта в Манстер, чтобы утвердить свое господство над королевствами Томонд и Десмонд. Однако неожиданная атака королей Миде и Брейфне заставила его отказаться от своего замысла. Кормак воспользовался случаем, чтобы заключить союз с королями Лагина, Миде и Брейфне, готовясь вторгнуться в Коннахт.
Их встретили на мосту в городе Атлон на реке Шеннон, где король Коннахта Тойрделбах Уа Конхобхайр был там с большой армией. Поскольку Кормак МакКарти был очевидным лидером восстания, Тойрделбах Уа Конхобайр быстро казнил заложников Десмонда, в том числе Маэла Секлейна МакКарти, старшего сына Кормака. Понимая, что Тойрделбах Уа Конхобайр может быть побежден только ценой огромных потерь, Кормак МакКарти вынужден был отступить в свои владения.
В 1125 году Кормак Мак Картайг захватил город Лимерик у Конхобара Уа Бриайна, что было воспринято как символическое принятие власти короля над всем Манстером. Это было также оскорблением для Тойрделбаха Уа Конхобайра, теперь полностью признанного как верховный король Ирландии. В следующем году Тойрделбах Уа Конхобайр атаковал и нанес решительное поражение Кормаку МакКарти в военном лагере в Осрайге. Это привело к низложению Кормака в 1127 году, и его место занял его брат Доннхад МакКарти. Кормак Маккарти, принял постриг, стал священником и удалился в монастырь Лисмор (графство Уотерфорд).
Новый король Десмонда Доннхад МакКарти покорился Тойрделбаха Уа Конхобайру после осады города Корк в День Святой Бригиды в 1127 году вместе с О’Махони, О’Донохью, О’Кифом, О’Бриком, О’Конхобайром Сиаррайджем. В том же 1127 году Кормак МакКарти при поддержке изгнал своего брата Доннхада в Коннахт, а сам вторично стал управлять Десмондом.
В 1138 году Кормак Мор Мак Карти был предательски убит Диармайдом О’Коннором Керри и О’Тайлсином по наущению Турлоу О’Брайена, находясь в своем собственном доме в Махунахе, графство Лимерик.
У Кормака МакКарти было трое сыновей:
- Маэл Сехлайн МакКарти (? — 1124), убит по приказу Тойрделбаха Уа Конхобайра
- Диармайт МакКарти (? — 1185), король Десмонда (1143—1175, 1176—1185)
- Финген МакКарти (? — 1152).